# Coupe continentale de hockey sur glace 2020-2021
Navigation
2019-2020 2021-2022
La saison 2020-2021 devait être la vingt-quatrième édition de la Coupe continentale de hockey sur glace, une compétition européenne de clubs organisée par la Fédération internationale de hockey sur glace (IIHF). Elle devait débuter le 16 octobre 2020 et la finale était programmée du 8 au 10 janvier 2021.
En raison de la pandémie de Covid-19, le conseil de l'IIHF a décidé l'annulation de la compétition.

## Présentation
Vingt équipes venant d'autant de pays devaient prendre part à la compétition : il s'agit généralement des vainqueurs des championnats nationaux respectifs, mais il existe quelques exceptions.

### Clubs participants
Tour de qualification
| - Kaunas Hockey (Champion de Lituanie 2019-2020) - FC Barcelone (Champion d'Espagne 2019-2020) - Skautafélag Akureyrar (Champion d'Islande 2019-2020) - HC Bat Yam (Champion d'Israël 2019-2020) |

| - Buz Beykoz Istanbul (Champion de Turquie 2019-2020) - Étoile rouge de Belgrade (Champion de Serbie 2019-2020) - Irbis-Skate SK (Champion de Bulgarie 2019-2020) - Mladost Zagreb (Champion de Croatie 2019-2020) |

Phases de groupe
| - Ferencváros TC (Champion de Hongrie 2019-2020) - Gothiques d'Amiens (Vainqueur de la coupe de France 2020) - Altaj Torpedo (Remplaçant d'Irtiz Pavlodar) - Deuxième du groupe B |

| - Sheffields Steelers (Vainqueur de la Challenge Cup 2019-2020) - Asiago Hockey (Champion d'Italie 2019-2020) - Club à déterminer - Deuxième du groupe A |

| - Shakhtyor Soligorsk - HK Olimpija Ljubljana - Olimp Riga - Premier du groupe B |

| - TH Unia Oświęcim - HSC Csíkszereda - Frederikshavn White Hawks - Premier du groupe A |